# Група бордюру

Приклади візерунків груп бордюру

Група бордюру — це математичне поняття, що використовується для класифікації за симетріями візерунків на двовимірних поверхнях, які повторюються в одному напрямку. Такі візерунки зустрічаються часто в архітектурі і декоративному мистецтві. Математичне вивчення таких візерунків показує, що існує рівно сім типів симетрії.
Групи бордюру є двовимірними групами лінійного зсуву, які мають повторення лише в одному напрямку. Вони пов'язані зі складнішими групами орнаменту, які класифікують візерунки, що повторюються у двох напрямках, і кристалографічними групами, які класифікують візерунки, що повторюються в трьох напрямках.

## Загальний опис
| 1. p1: T (тільки паралельне перенесення в горизонтальному напрямку) 2. p1m1: TV (паралельне перенесення зі симетрією відносно вертикальної осі) 3. p11m: THG (паралельне перенесення, симетрія відносно горизонтальної осі і ковзна симетрія) 4. p11g: TG (паралельне перенесення і ковзна симетрія) 5. p2: TR (паралельне перенесення і поворот на {\displaystyle 180^{\circ }}) 6. p2mg: TRVG (паралельне перенесення і поворот на {\displaystyle 180^{\circ }}, симетрія відносно вертикальної осі і ковзна симетрія) 7. p2mm: TRHVG (паралельне перенесення, поворот на {\displaystyle 180^{\circ }}, симетрія відносно горизонтальної осі, симетрія відносно вертикальної осі і ковзна симетрія) |

Формально, група бордюру — це клас нескінченних дискретних груп симетрії візерунків на стрічці (нескінченно широкому прямокутнику), а отже, це клас груп рухів на площині або стрічці. Група симетрії групи бордюру обов'язково містить паралельні перенесення і може містити ковзні симетрії, відбиття вздовж осі стрічки, відбиття поперек осі стрічки і обертання на {\displaystyle 180^{\circ }}. Існує сім груп бордюру, їх показано нижче в таблиці. Багато авторів перераховують групи бордюру в іншому порядку.
Фактичні групи симетрії всередині групи бордюру характеризуються найменшою відстанню паралельного перенесення і, для груп бордюру з вертикальною симетрією або поворотом на {\displaystyle 180^{\circ }} (групи 2, 5, 6 і 7), місцем розташування осі симетрії або центру повороту. У разі груп симетрії на площині додатковими параметрами є напрям вектора перенесення і, для груп бордюру з горизонтальною віссю симетрії, ковзна симетрія, або поворот на {\displaystyle 180^{\circ }} (групи 3-7), положення осі відбиття або центру обертання. Таким чином, є два ступені вільності для групи 1, три для груп 2, 3, 4 і чотири для груп 5, 6 і 7.
Для двох із семи груп бордюру (групи 1 і 4) групи симетрії породжуються одним елементом, для чотирьох груп (групи 2, 3, 5 і 6) вони породжуються двома генераторами, а для групи 7 групи симетрії вимагають трьох генераторів. Група симетрії в групах бордюрів 1, 2, 3 чи 5 є підгрупою групи симетрії останньої групи бордюру з тією самою відстанню паралельного перенесення. Група симетрії в групах бордюру 4 і 6 є підгрупою групи симетрії останньої групи бордюру з половинною відстанню паралельного перенесення. Остання група бордюру містить групу симетрії найпростішого періодичного візерунка на смузі (або площині) — послідовності точок. Будь-яке перетворення площини, що залишає недоторканим цей візерунок, можна розкласти на паралельне перенесення (x,y) → (n+x,y) і, можливо, відбиття відносно горизонтальної осі (x,y) → (x,−y) або вертикальної осі (x,y) → (−x,y) у припущенні, що осі обрано посередині двох сусідніх точок, або повороту на кут {\displaystyle 180^{\circ }}, (x,y) → (−x,−y). Таким чином, ця група бордюру містить «найбільшу» групу симетрії, яка складається з усіх цих перетворень.
Вимога дискретності вводиться для виключення групи, що містить усі паралельні перенесення, і груп, що містять довільно малі паралельні перенесення (наприклад, групи горизонтального перенесення на будь-яку раціональну відстань).
Вимога нескінченності вводиться для виключення груп, що не мають паралельного перенесення:
- група тільки з тотожним рухом (ізоморфна C1, тривіальна група порядку 1);
- група, що складається з тотожного руху і відбиття відносно горизонтальної осі (ізоморфна C2, циклічна група порядку 2);
- групи, що складаються з тотожного руху і відбиття відносно вертикальної осі;
- групи, що складаються з тотожного руху і повороту на {\displaystyle 180^{\circ }}навколо точки, розташованої на горизонтальній осі;
- групи, що складаються з тотожного руху і відбиття відносно вертикальної осі, відбиття відносно горизонтальної осі і повороту на {\displaystyle 180^{\circ }} навколо точки перетину цих осей (ізоморфна 4-групі Клейна).

## Опис семи груп бордюру
Існує сім різних підгруп (з точністю до масштабу) в групі дискретних бордюрів, що генеруються паралельним перенесенням, відбиттям (уздовж осі бордюру) і поворотом на {\displaystyle 180^{\circ }}. Кожна з цих підгруп є групою симетрії бордюру і прості бордюри показано на рис. 1. Сім різних груп відповідають сімом нескінченним серіям груп осьової симетрії тривимірного простору, з {\displaystyle n=\infty }.
Групи бордюру позначаються з використанням нотації Германа — Могена, міжнародної кристалографічної нотації, орбіфолдної нотації, нотації Коксетера і за допомогою символів Шенфліса:
| IUC  | Кок- сетер | Шён- фліс* Група | Діаграма§ Орбіфолд | Приклади позначення Конвея                                 | Опис |
| ---- | ---------- | ---------------- | ------------------ | ---------------------------------------------------------- | --- |
| p1   | [∞]+ ·     | C∞ Z∞            | ∞∞                 | F F F F F F F F hop (стрибати на одній нозі)               | (T) Тільки паралельне перенесення. Цю групу створює один генератор, переносячи на найменшу відстань для даного періодичного візерунка. |
| p11g | [∞+,2+] ·  | S∞ Z∞            | ∞×                 | FℲ FℲ FℲ FℲ FℲ step (крок)                                 | (TG) Ковзна симетрія і перенесення. Ця група створюється одним генератором (ковзною симетрією), паралельне перенесення виходить як результат двох ковзних симетрій. |
| p1m1 | [∞] ·      | C∞v Dih∞         | *∞∞                | Λ Λ Λ Λ Λ Λ Λ Λ sidle (йти боком)                          | (TV) Відбиття відносно вертикальної осі і перенесення. Група та сама, що й нетривіальна група одновимірного випадку. Група будується за допомогою паралельного перенесення і відбиття відносно вертикальної осі.                                                                    |
| p2   | [∞,2]+ ·   | D∞ Dih∞          | 22∞                | S S S S S S S S spinning hop (стрибки з поворотом)         | (TR) Перенесення і поворот на {\displaystyle 180^{\circ }}: Група створюється двома генераторами — перенесенням і поворотом на {\displaystyle 180^{\circ }}. |
| p2mg | [∞,2+] ·   | D∞d Dih∞         | 2*∞                | V Λ V Λ V Λ V Λ spinning sidle (стрибки боком з поворотом) | (TRVG) Відбиття відносно вертикальної осі, ковзна симетрія, перенесення і поворот на {\displaystyle 180^{\circ }}: Паралельне перенесення тут виходить як результат двох ковзних симетрій, так що група генерується ковзною симетрією і або обертанням, або вертикальною симетрією. |
| p11m | [∞+,2] ·   | C∞h Z∞×Dih1      | ∞*                 | B B B B B B B B jump (стрибок)                             | (THG) Перенесення, відбиття відносно горизонтальної осі, ковзна симетрія. Ця група генерується перенесенням і відбиттям відносно горизонтальної осі. Ковзна симетрія виходить як перенесення + відбиття.                                                                            |
| p2mm | [∞,2] ·    | D∞h Dih∞×Dih1    | *22∞               | H H H H H H H H spinning jump (стрибок з поворотом)        | (TRHVG) Відбиття відносно вертикальної і горизонтальної осей, паралельне перенесення і поворот на {\displaystyle 180^{\circ }}: Для цієї групи потрібні три генератори. Один з генерувальних наборів складається з перенесення і відбиттів відносно обох осей.                      |

*Нотацію Шенфліса для точкової групи тут розширено для випадку нескінченного набору еквівалентних діедральних точкових симетрій
§Діаграма показує одну фундаментальну область, виділену жовтим кольором. Осі відбиття показано синім кольором, осі ковзної симетрії — зеленим пунктиром, а точки обертання — зеленими квадратиками.
Як ми бачимо, з точністю до ізоморфізму, існує чотири групи: дві абелеві, і дві неабелеві.

### Типи ґраток: похила і прямокутна
Групи можна класифікувати за типом їхньої двовимірної ґратки. Похила ґратка означає, що другий напрямок не обов'язково ортогональний до напрямку повторення.
| Тип ґратки | Групи                        |
| ---------- | ---------------------------- |
| Похилі     | p1, p2                       |
| Прямокутні | p1m1, p11m, p11g, p2mm, p2mg |

## Вебдемонстрації та програмне забезпечення
Існують програмні графічні інструменти, що створюють двовимірні візерунки за допомогою груп бордюру. Зазвичай весь візерунок оновлюється автоматично під час редагування тексту.
- Kali [Архівовано 29 листопада 2017 у Wayback Machine.] — вільний застосунок для шпалер, бордюрів та інших візерунків.
  - Kali [Архівовано 21 листопада 2020 у Wayback Machine.] для Windows і Mac Classic.
- Tess [Архівовано 28 грудня 2017 у Wayback Machine.] — програма (nagware) для роботи з замощеннями для різних платформ, що підтримує шпалери, бордюри, а також мозаїк Хееша.
- FriezingWorkz [Архівовано 22 січня 2007 у Wayback Machine.] — вільно поширюваний стек (застосунок для Hypercard) для платформи Classic Mac, підтримує групи бордюру.